# Гокет

Двухголосный мотет "Alpha bovi / Domino" (Франция, XIII в.). Источник: I-Fl Pluteus 29.1, f. 407r-v. Гокет реализован как контрапункт верхнего голоса (на возгласе "О") и тенора. Ритмически верхний голос реализован как «внемодусная» последовательность лонг, рассечённых паузами, при том что тенор придерживается стандартного пятого модуса

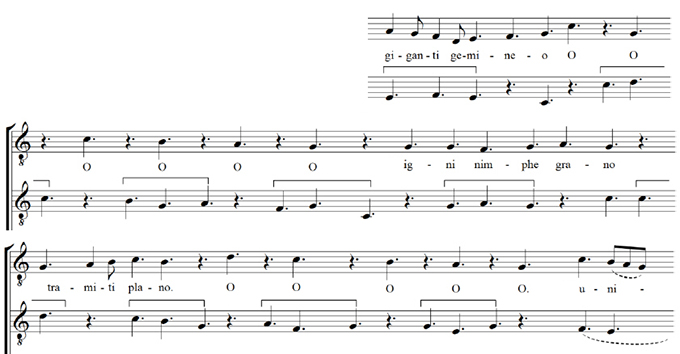
Мотет "Alpha bovi / Domino" (фрагмент). Транскрипция М. Томсона

Гоке́т (hoquetus, hoketus, ochetus, hochetus и др. латинизированные формы фр. hoquet — икота) — техника многоголосной композиции в музыке XIII—XIV веков.

## Краткая характеристика
По определению Э. Сандерса, «гокет — это контрапунктическая техника манипулирования тишиной как точной мензуральной длительностью». М. Фасслер определяет гокет как тип «фактуры, в которой музыка поделена между двумя или более быстро чередующимися голосами таким образом, что один голос звучит, когда другой молчит». В типичном случае гокета отдельные звуки мелодии распределяются по разным голосам или инструментам, отчего музыка становится прерывистой, как бы «заикается».
Одно из первых описаний гокета содержится в «Зеркале милосердия» (около 1142 г.) английского цистерцианца Элреда Ривоского, который (в соответствии с этикой и эстетикой цистерцианцев) выступал за «чистоту» церковного пения, против излишеств и украшений: «Иногда видишь человека с открытым ртом, будто издающего последний вздох; человек этот не поёт, а как бы угрожающе молчит, нелепым образом прерывая мелодию, подражая то ли агонии умирающего, то ли обмороку больного». Много о гокете пишут Аноним из Санкт-Эммерама (трактат «De musica mensurata», 1279) и Иоанн де Грокейо (трактат «Ars musicae», ок. 1300); некоторые дополнительные сведения о технике гокетирования (в том числе, изысканный «контрадвойной гокет» — hoquetus contraduplex) предоставляют Якоб Льежский (около 1330) и Вальтер Одингтон (около 1316).
Расцвет гокета в западноевропейской музыке пришёлся на период Ars antiqua, в XIII веке (в анонимных мотетах бамбергского кодекса и Кодекса Монпелье, в рукописях Magnus liber organi). Сильное влияние гокет оказал на изоритмический мотет и песенные формы французского Ars nova (неоднократно встречается у Гийома де Машо — в инструментальной пьесе «Гокет Давид», в Мессе, в светских многоголосных песнях) и Ars subtilior (например, в мотете Матье де Сен-Жана «Are post libamina»). 
Заимствованный у французов (aere Gallico), гокет изредка встречается и в итальянской музыке Ars nova, особенно в звукоизобразительных разделах «сонетов» и мадригалов («Lucida pecorella» Донато Флорентийского, «L'aquila bella» Герарделло Флорентийского). К середине XV века гокет исчез из музыкальной практики. Искусство гокетирования возродилось в музыке XX века в связи с развитием серийной техники и пуантилизма. 